# Matthias Britschgi
Matthias Britschgi (* 7. August 1985 in Luzern) ist ein Schweizer Schauspieler.

## Werdegang
Matthias Britschgi studierte Schauspiel an der Zürcher Hochschule der Künste und schloss im Sommer 2011 mit dem Master of Arts ab. Während seiner Ausbildung erhielt er Stipendien vom Migros-Kulturprozent und von der Friedl Wald Stiftung. Seit seinem Abschluss 2011 ist er als freischaffender Film- und Theaterschauspieler tätig. Er arbeitete sowohl in der freien Szene, wie auch an festen Häusern, darunter am Jungen Schauspielhaus Zürich, am Theater Biel Solothurn, am Landestheater Bregenz und am Theater Heidelberg, am Stadttheater Luzern sowie an den Vereinigten Bühnen Bozen. Zuletzt stand er für die Produktionen „Vorhang auf für Cyrano“ und „Cluedo – Das Mörderspiel“ unter der Regie von Christopher Tölle an der Komödie am Kurfürstendamm in Berlin, sowie in der Komödie im Winterhuder Fährhaus in Hamburg, auf der Bühne.
Britschgi lebt seit 2012 in Berlin, ist verheiratet und hat zwei Töchter.

## Filmografie (Auswahl)
- 2010: One Way Trip
- 2011: Teneriffa (Kurzspielfilm)
- 2013: Achtung, fertig, WK![1]
- 2014: Notruf Hafenkante (Fernsehserie, Folge Scheinwelten)
- 2014: Vaterjagd (Fernsehfilm, SRF)
- 2014: Don’t mess with the Sharkies (Kurzspielfilm)
- 2015: A Cure for Wellness
- 2015: Der Bestatter – Falsche Freunde (Fernsehserie, SRF)
- 2017: Die fruchtbaren Jahre sind vorbei
- 2017: Kommissarin Heller – Vorsehung (Fernsehfilm, ZDF)
- 2018: Das Boot (Fernsehserie, Sky)
- 2019: Aus dem Schatten – Eine Zeit der Hoffnung (Fernsehfilm, SRF)
- 2019: Von Fischen und Menschen
- 2023: Landesverräter
- 2024: Bettys Diagnose – Wie ein neuer Mensch (Staffel 11, Folge 16) ZDF

## Theaterstücke (Auswahl)
| Jahr    | Theaterstück                | Rolle              | Regie                 | Bühne                                                   |
| ------- | --------------------------- | ------------------ | --------------------- | ------------------------------------------------------- |
| 2008    | Endstation Sehnsucht        | Kowalski           | Anna Papst            | ZHdK                                                    |
| 2009    | Der Widerspenstigen Zähmung | div.               | Nele Jahnke           | ZHdK                                                    |
| 2009    | Unter Palmen                | div.               | Volker Hesse          | ZHdK                                                    |
| 2009    | Bunbury                     | Gwendolyn Fairfax  | Katharina Rupp        | Stadttheater Biel-Solothurn                             |
| 2010    | Romeo und Julia(n)          | Julian             | Nina C. Gabriel       | Landestheater Bregenz                                   |
| 2010    | Godard Driving              | Jean-Paul Belmondo | Daniel Pfluger        | Stadttheater Heidelberg                                 |
| 2011    | Andorra                     | Andri              | Peter M. Preissler    | Vereinigte Bühnen Bozen                                 |
| 2012    | Harold & Maude              | Harold             | Erich Innerebner      | Vereinigte Bühnen Bozen                                 |
| 2012    | Fräulein Julie              | Jean               | Deborah Epstein       | Stadttheater Biel-Solothurn                             |
| 2012    | Di chli Häx                 | Abraxas            | Annina Dullin-Witschi | Stadttheater Luzern                                     |
| 2013/14 | Der zerbrochene Krug        | Ruprecht           | Robin Telfer          | Stadttheater Biel-Solothurn                             |
| 2015–17 | Die Grüne Katze             | Dani               | Enrico Beeler         | Junges Schauspielhaus Zürich                            |
| 2016    | Der Richter und sein Henker | Tschanz            | Jürg M. Fankhauser    | Das Schluchttheater / Freilichtspiel                    |
| 2018    | Hödlmoser                   | Hödlmoser          | Till Löffler          | Theater Ticino                                          |
| 2021    | Vorhang auf für Cyrano      | Leo, Christian     | Christopher Tölle     | Schiller Theater – Komödie am Kurfürstendamm            |
| 2023    | Vorhang auf für Cyrano      | Leo, Christian     | Christopher Tölle     | Komödie Winterthuder Fährhaus                           |
| 2024    | Cluedo – Das Mörderspiel    | Mr. Green          | Christopher Tölle     | Komödie am Kurfürstendamm im Theater am Potsdamer Platz |

## Auszeichnungen
- 2008: Stipendium Migros-KulturProzent
- 2008: Stipendium Friedl-Wald-Stiftung
- 2009: Junge Talente CH
- 2013: Spezialpreis Beste Schauspielleistung beim Upcoming Filmfestival Luzern, für den Kurzspielfilm Teneriffa